# Tyla Wynn

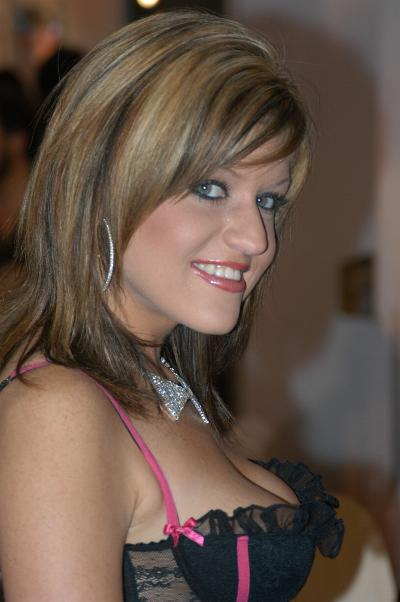
Tyla Wynn

Tyla Wynn (* 16. Oktober 1982 in Lubbock, Texas als Nancy Spencer) ist eine US-amerikanische Pornodarstellerin.

## Leben und Karriere
Wynn zog in ihrer Kindheit nach Lancaster in Kalifornien.
Wynn erklärte anlässlich der Verleihung eines AVN-Szenen-Awards 2006, dass sie Schwierigkeiten habe, sich an die Szene zu erinnern, für die sie diesen Preis bekam – sie hatte innerhalb eines Jahres an rund 150 Filmen mitgewirkt.
Die Internet Adult Film Database (IAFD) listet bis heute (Stand: Mai 2016) 430 Filme, in denen sie mitgespielt hat.

## Filmografie (Auswahl)
- 2003: Air Tight 10
- 2004: Back Seat Bangers: Tyla Wynn
- 2004: Blowjob Adventures of Dr. Fellatio 43
- 2004: Blow Me Sandwich 5
- 2004: Girlvert 7
- 2004: Internal Cumbustion 5
- 2004: Violation of Audrey Hollander
- 2005: Euro Domination 4
- 2005: Jack’s Teen America 4
- 2005: Pussyman’s Decadent Divas 28
- 2007: Sex and Submission 4193
- 2008: Tyla Winn Solo
- 2008: Cry Wolf
- 2008: Zebra Girls: Jada Fire and Tyla Wynn
- 2008: Tyla Wynn Swallows
- 2009: Blowjob: Super Slut Tyla Wynn Sucks
- 2009: Cuckold Sessions: Tyla Wynn
- 2009: Tylan Wynn and Trinity
- 2011: Cock Shocked
- 2011: KissMe Girl: Tyla and Sativa
- 2012: Tyla Wynn Shows Off Her Oral Skills
- 2013: Return of the CFNM 2
- 2013: Sandra Romain Tyla Wynn Anal Sluts BFF's
- 2016: Natural Jumbo Juggs 6
- 2017: Hunk Next Door

## Auszeichnungen
- 2005: AVN Award für „Best All-Girl Sex Scene, Video“ in The Violation of… Audrey Hollander (zusammen mit Audrey Hollander, Ashley Blue und Kelly Kline)[2]
- 2005: XRCO Award für „Best Girl/Girl Sex Scene“ in The Violation of Audrey Hollander [3]
- 2006: AVN Award für „Best Three-Way Sex Scene“[4]